# William Driscoll
William Patrick "Willy Irish" Driscoll (Boston, 5 marzo 1947) è un militare e aviatore statunitense, un asso pluridecorato della Marina degli Stati Uniti.
Driscoll ricevette la seconda decorazione più alta del servizio, la Navy Cross, per il suo ruolo in un duello aereo del 1972 con dei MiG del nordvietnamiti.

## Biografia

### Primi anni di vita e istruzione
Driscoll nacque il 5 marzo 1947 a Boston e successivamente conseguì una laurea in Economia presso lo Stonehill College di North Easton, Massachusetts, nel 1968, e un Master of Science in Systems Management presso la University of Southern California nel 1978.

### Carriera militare
Nel 1968, Driscoll si diplomò alla Aviation Officer Candidate School e ricevette l'incarico di Ensign (ENS) nella Riserva Navale. Dopo l'addestramento di volo iniziale presso la Naval Air Station Pensacola, in Florida, completò l'addestramento di volo avanzato presso la Naval Air Station Glynco, in Georgia, ricevendo il brevetto di Naval Flight Officer nel 1970. Fu assegnato all'F-4 Phantom II come Radar Intercept Officer (RIO), parte dell'equipaggio di due uomini che era stato sviluppato per impiegare i missili aria-aria che erano diventati le armi principali del combattimento aereo. Fu assegnato al Fighter Squadron 121 (VF-121) presso la base aerea navale di Miramar, in California, eseguendo un addestramento con lo squadrone in previsione della conversione alla versione F-4J del Phantom II. Successivamente venne poi assegnato al Fighter Squadron 96 (VF-96), anch'esso con sede al NAS Miramar, e, con il grado di lieutenant junior grade (LTJG), servì come RIO con il suo pilota principale, il tenente Randy "Duke" Cunningham. Driscoll e Cunningham divennero gli unici due assi dell'aviazione della Marina durante la guerra del Vietnam mentre il VF-96 era imbarcato in uno schieramento nel Pacifico occidentale a bordo della portaerei USS Constellation.
Cunningham e Driscoll effettuarono i primi loro due abbattimenti in missioni separate. La loro terza, quarta e quinta uccisione aerea avvennero durante un solo giorno: il 10 maggio 1972. Lo scontro divenne uno dei combattimenti aerei più celebri della guerra. Dopo aver bombardato il bersaglio terrestre previsto, ingaggiarono sedici intercettori MiG che confluirono su un gruppo di bombardieri di Boeing B-52 Stratofortress dell'USAF con l'obbiettivo di attaccare uno scalo ferroviario a Hải Dương. Cunningham abbatté due MiG-17 separandosi dagli altri aerei dello strike package. La coppia si diresse verso la costa, dove avvistarono e abbatterono un solitario MiG-17 nordvietnamita. Il loro velivolo venne poi colpito da un missile che obbligò i due piloti ad eiettarsi nel golfo del Tonchino, dove vennero successivamente tratti in salvo. Ai due piloti della United States Naval Aviation venne insignita la Navy Cross, la seconda onorificenza più alta consegnata dalle forze armate statunitensi, per le loro azioni in un teatro di guerra.
Durante la guerra, Driscoll fu promosso al grado di tenente. Oltre alla Navy Cross, gli furono assegnate due Silver Stars, una Purple Heart e dieci Air Medal. Driscoll e Cunningham vennero anche nominati per la Medal of Honor.
William Driscoll effettuò 170 missioni di combattimento in totale, accumulando oltre 3.300 ore di volo su aerei a reazione e 500 atterraggi su portaerei.
Driscoll in seguito divenne istruttore presso la US Naval Fighter Weapons School (TOPGUN). Successivamente prese l'abilitazione di volo per l'F-14 Tomcat e divenne istruttore presso il Fighter Squadron 124 (VF-124), Fleet Replacement Squadron (Squadrone di sostituzione della flotta) della flotta F-14 per la Pacific Fleet al NAS Miramar (ora MCAS Miramar), a San Diego, in California. 
Lasciò il servizio attivo nel 1982, ma rimase nella Riserva della Marina degli Stati Uniti, pilotando l'F-4 Phantom II e successivamente l'F-14 Tomcat in uno squadrone di caccia della Naval Air Reserve al NAS Miramar, ritirandosi infine con il grado di comandante (O-5).

### Post US Navy
È rimasto consulente del combattimento aereo presso la TOPGUN, parlando con tutte le 107 classi TOPGUN diplomate.
Driscoll lavora nel settore immobiliare a San Diego, anche se continua a servire come consulente e oratore pubblico concentrandosi su questioni relative all'aviazione militare.